# 格罗麻
格罗麻是一种柬埔寨传统服饰，用途很多，可以当围巾用，也可当头巾用，可用来遮挡面部，亦可用于装饰，还能当小孩用的吊床。柬埔寨民族特色武术博卡托的武者们还会将其用作绞颈索，他们也会在腰部、头部以及拳头上缠绕格罗麻。男女老少都可戴格罗麻，有些格罗麻的样式很华丽，但最典型的格罗麻纹样还是格子，其传统颜色为红或蓝。格罗麻是柬埔寨的民族标志之一。